# Heilig Grafkapel (Neerkanne)

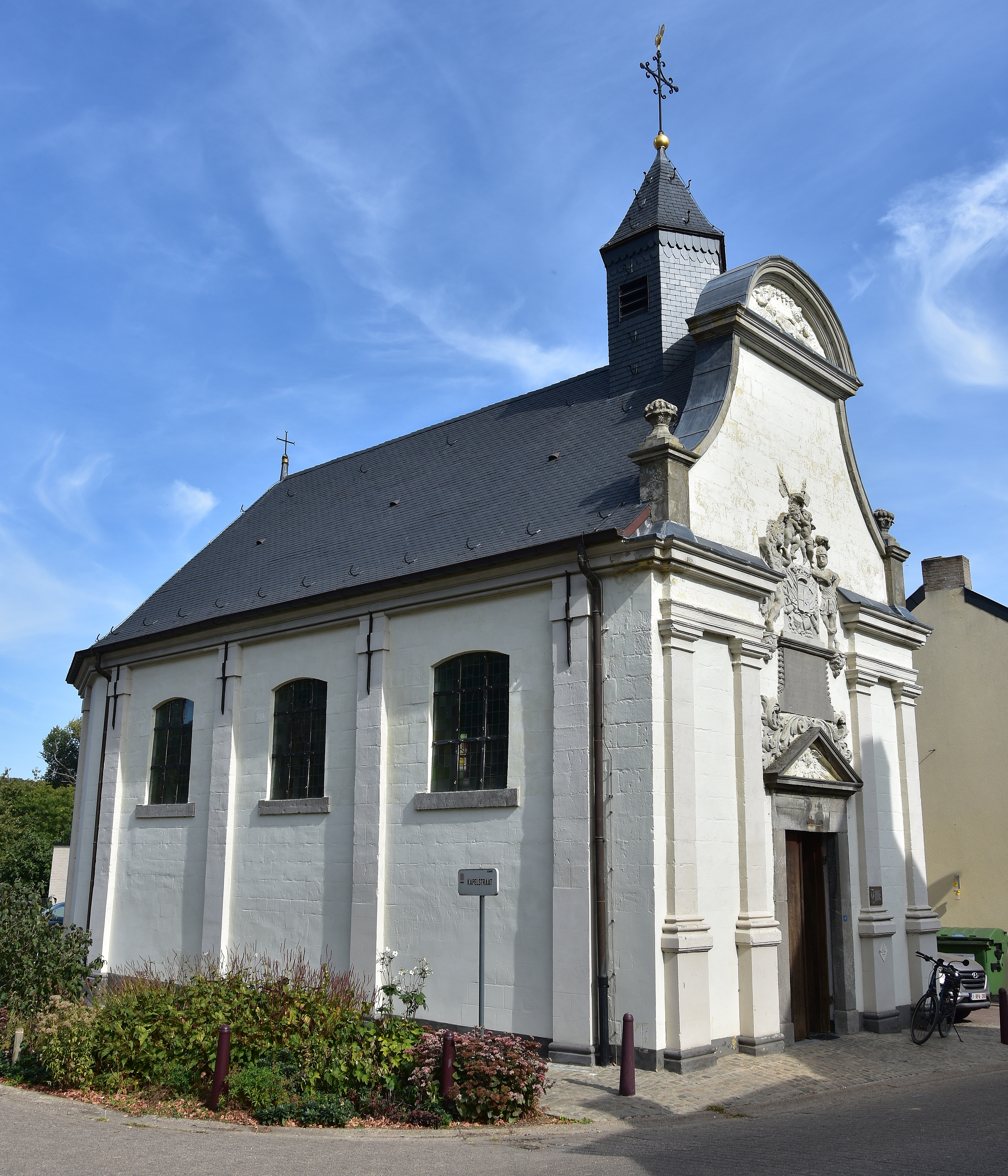
De Heilig Grafkapel

De Heilig Grafkapel is een kapel in Neerkanne, een gehucht van Kanne, een plaats in Belgisch Limburg.
Het barokke gebouw is volledig uit lokale mergel of kalksteen opgetrokken en anno 2020 wit geschilderd. De oorspronkelijke kapel werd in 1647 door de timmermanszoon Herman Jekermans gebouwd als verkleinde kopie van de Heilig Grafkerk te Jeruzalem, om zijn belofte in te lossen na zijn behouden terugkeer van een pelgrimsreis naar het Heilige Land.
Door de komst van vele bedevaartgangers was de kapel al snel te klein. In 1714 werd de huidige kapel gebouwd op een terrein van kasteelheer baron van Dopff. Met name de gevel van de kapel is rijk geornamenteerd met onder meer Toscaanse pilasters en gebeeldhouwde reliëfs. De kapel werd in de Tweede Wereldoorlog zwaar beschadigd, maar daarna gerestaureerd.
De kapel is een beschermd monument sinds 3 mei 1948.

## Galerij

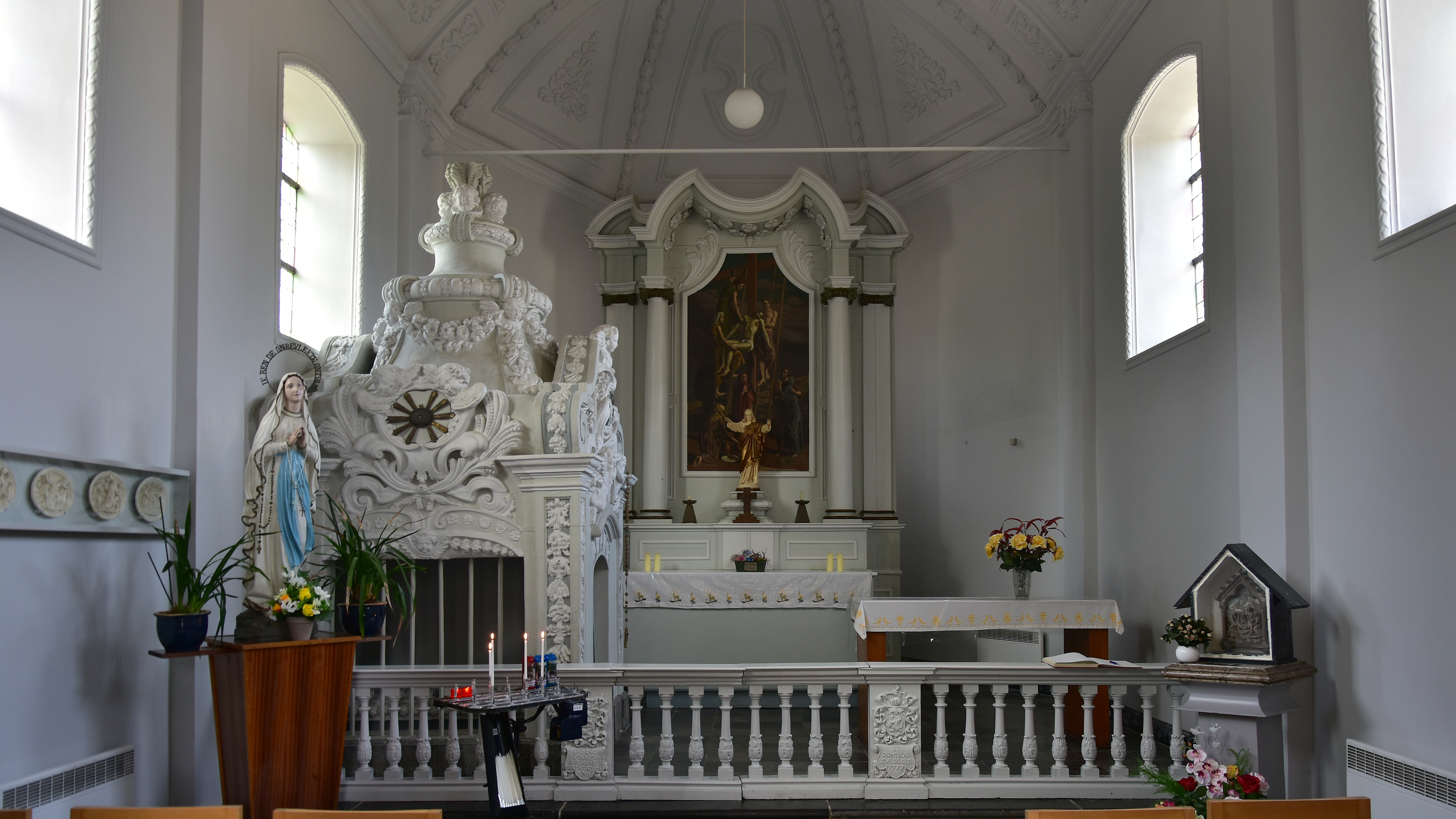
Het interieur
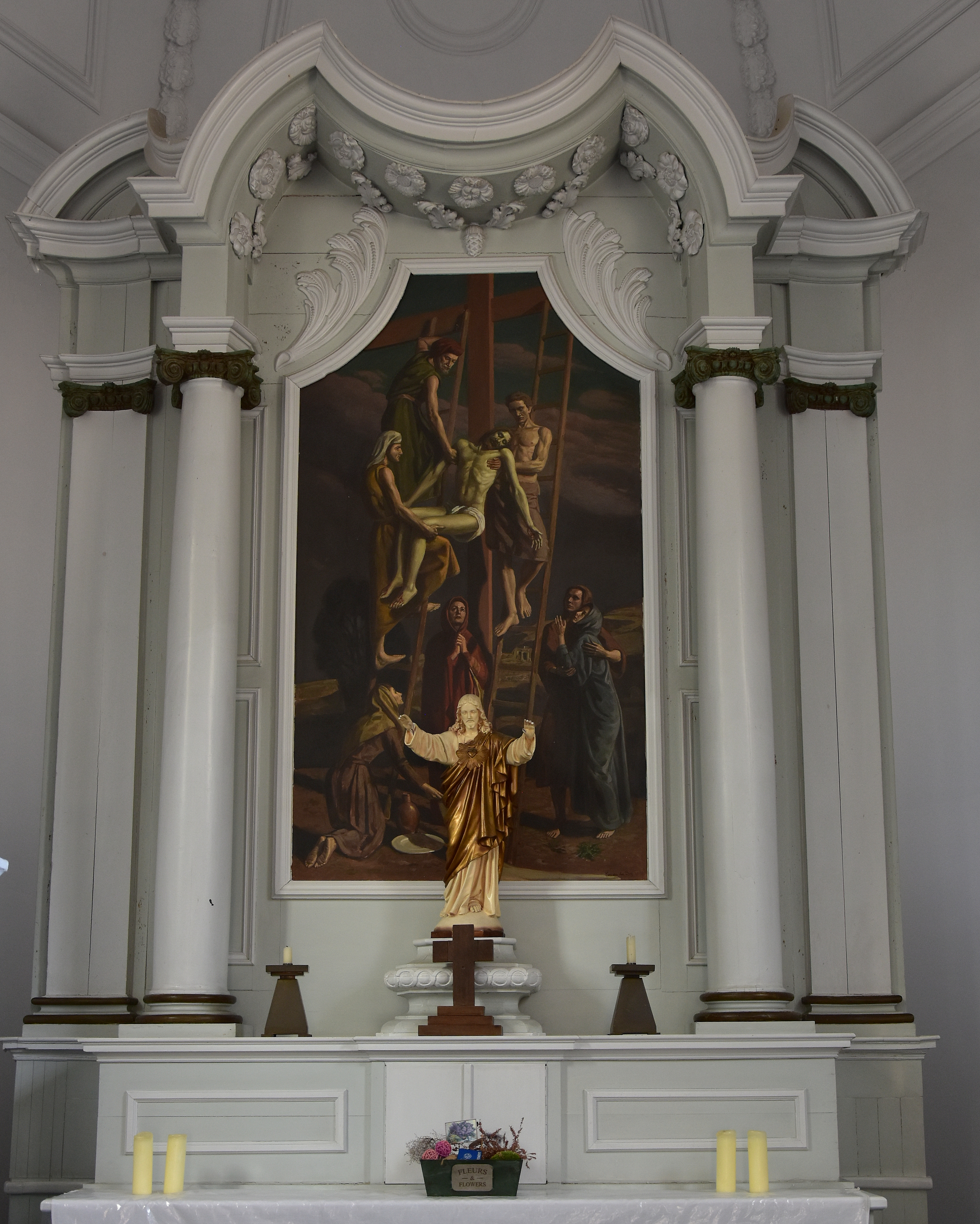
Het altaar